# حمام کردشت
حمام کردشت یکی از آثار تاریخی روستای کردشت در بخش مرکزی شهرستان جلفا می‌باشد. این بنا سالانه پذیرای هزاران نفر از گردش گران داخلی و خارجی است. روستای کردشت از بخش سیه رود از توابع شهرستان جلفا می‌باشد.

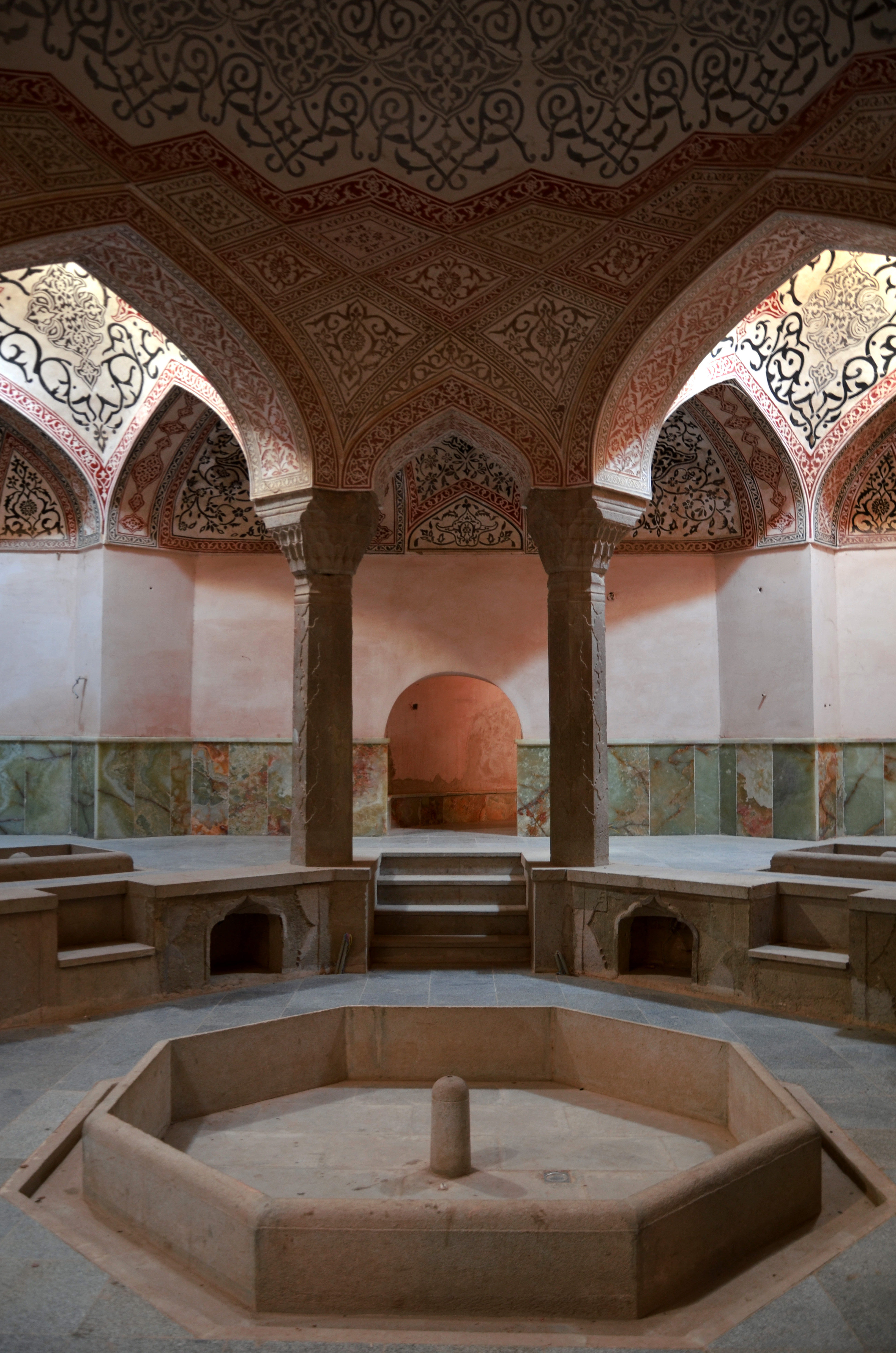
آذربایجان شرقی - جلفا - حمام تاریخی کردشت

## موقعیت
مجموعه باستانی امارت و حمام کردشت، در ساحل جنوبی رود ارس و بین روستای کردشت و رودخانه زوال بعد از روستایی دوزال قرار گرفته‌است. آب و هوای آن معتدل با زمستانهای ملایم و تابستانهای گرم و از قسمت شمالی بتوسط کوه‌های کشور همسایه ارمنستان و از قسمت جنوبی بتوسط کوه‌های کمتال احاطه شده و در ناحیهٔ شرقی شهرستان جلفا واقع شده‌است. در گذشته این مکان جزو تقسیم‌بندی دیزمار غربی (دژماد) بود.

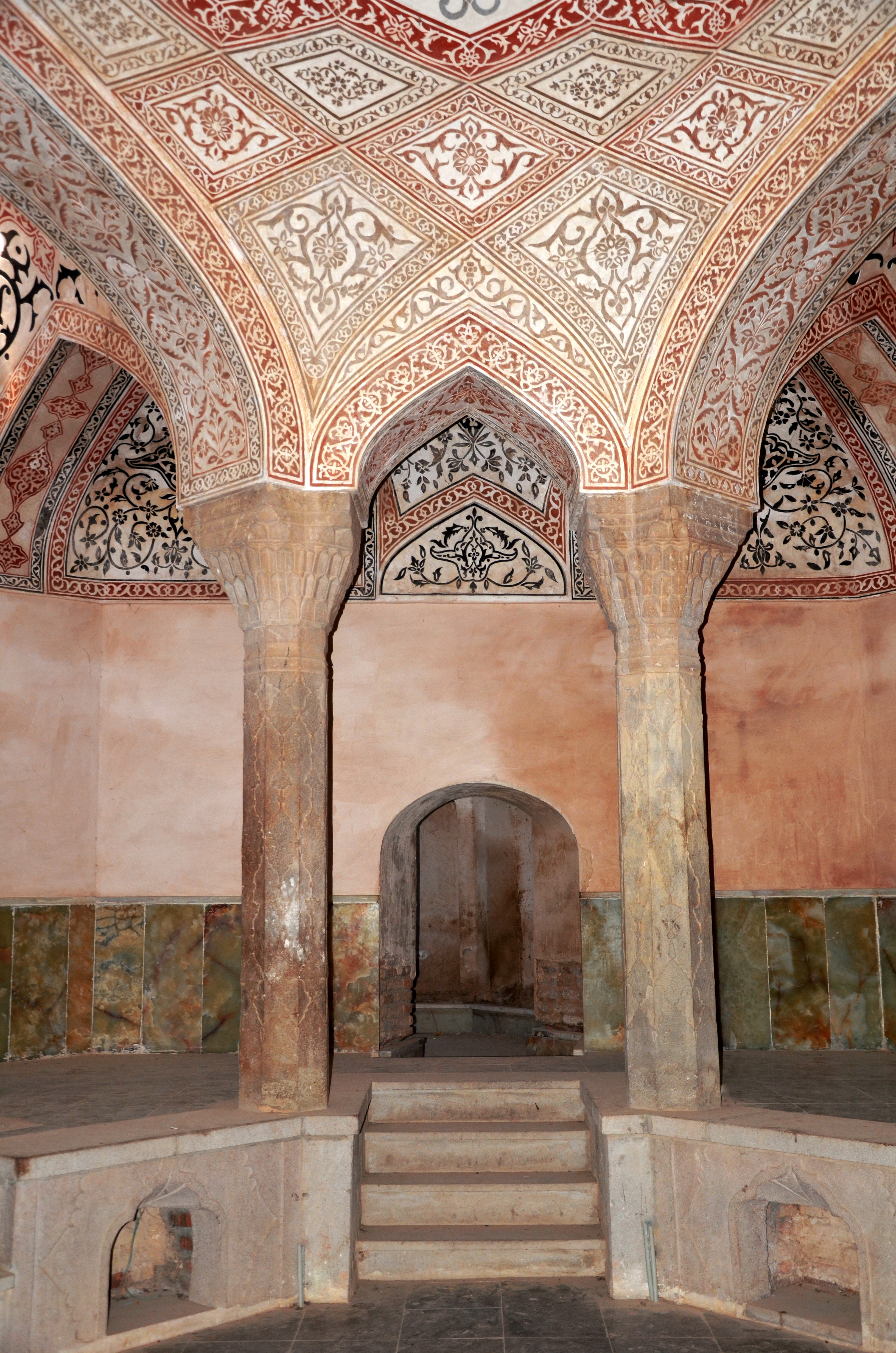
آذربایجان شرقی - شهرستان جلفا - حمام تاریخی کردشت

## قدمت
قدمت این بنا به اواسط دورهٔ صفویه و زمان سلطنت شاه عباس صفوی (سومین و قدرتمندترین پادشاه صفوی) می‌رسد. این بنا در دورهٔ قاجاریه مرمت گردیده‌است و عباس میرزا برای جنگ با روس‌ها و فرماندهی کامل جنگ به این مکان که محل زندگی‌خان‌های آن منطقه بوده نقل مکان کرده بوده‌است.
این مجموعه متعلق به خاندان خلفاء بوده که در سال۱۳۸۳ توسط میراث فرهنگی استان آذربایجان شرقی خریداری و به یک مجموعه تاریخی-تفریحی تبدیل شده‌است.
اسناد متعلق به این مجموعه شامل باغ و شاه نشین و کلیه املاک روستا در زمان قاجار و قبل تر از آن به نام اسماعیل خان خلفاء معروف به (خانلار آقا) که بزرگ خاندان بوده ثبت شده‌است.

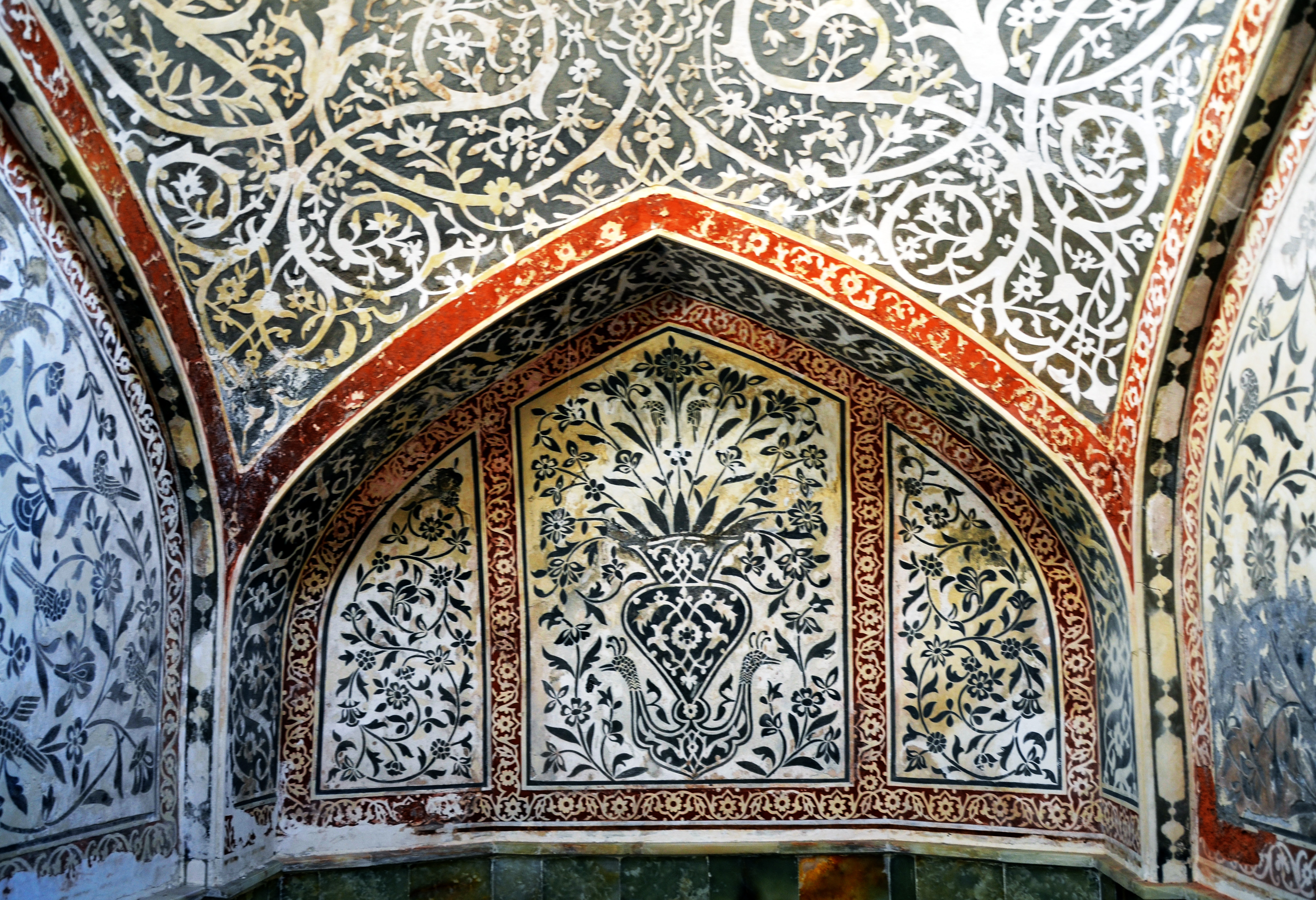
جلفا - حمام تاریخی کردشت

## تاریخچه
حمام کردشت در زمان سلطنت شاه عباس صفوی و به دستور وی احداث گردید. این بنا در دورهٔ صفویه حمام خانی بود و فقط پادشاهان حق استفاده از آن را داشتند؛ ولی پس از دورهٔ صفویه و در آغاز دورهٔ قاجاریه، این بنا به دستور پادشاه وقت (آقا محمدخان قاجار) تغییراتی را به خود دید و از آن پس برای استفادهٔ عموم مردم دایر گردید. اما پس از گذشت چندین سال و به دلیل رسیدگی نشدن به این حمام، این بنا در معرض تخریب قرار گرفت و مردم دیگر از آن استفاده نکردند و این حمام به حمامی متروکه مبدل گشت. پس از این تاریخ این بنا به یکی از ابنیهٔ تاریخی آذربایجان تبدیل شد و مورد بازدید علاقه‌مندان قرار گرفت. این حمام به لحاظ آهک بری‌های موجود شایان اهمیت و توجه خاصی است. جهت ورود به آن ابتدا بتوسط پله به هشتی اولی و بعد با هشت پله به سر بینه یا رختکن وارد می‌شویم رختکن یا سربینه به صورت هشت ضلعی است که بتوسط هشت ستون هشت ضلعی دیگر سقف یا گنبد محل فوق نگهداری می‌شود. سرستونهای فوق دارای فرمنس کاری است که به وسیلهٔ سرب به ساونی متصل است رختکن بتوسط راهروئی و هشت ضلعی دیگر به خزینه متصل است دو توالت و یک حوضچه آب در قسمت چپ مثلثی واقع است در خزینه یا گرمخانه دارای چهار ستون و دو حوض وجود دارد که آب آن بتوسط کانالی از محل جوش آب به آن‌ها هدایت می‌شده روشنایی حمام مزبور تنها از روزنه‌های بالا سقف برده و محل جوش آب از میان فلزی آلیاژ مشهور به هفت جوش تهیه شده‌است. این اثر طی پنج سال اخیر بتوسط سازمان میراث فرهنگی استان آذربایجانشرقی در حال تعمیر و مرمت و بازسازی است. امروزه نیز سالانه هزاران نفر از گردشگران از این بنا بازدید می‌نمایند و این بنا به بنایی مشهور تبدیل شده‌است.

## نگارخانه
|  |  |  |  |